# إمدادات المياه والصرف الصحي في إسبانيا
تتسم إمدادات المياه والصرف الصحي في إسبانيا بالوصول الشامل للجميع والخدمة الجيدة عمومًا، بينما تُعد رسومها التعريفية ضمن أدنى الرسوم في الاتحاد الأوروبي. تُخدّم نصف السكان تقريبًا إما شركات مياه خاصة أو شركات مشتركة عامة – خاصة، تعمل بموجب عقود امتياز مع مجالس البلديات. تُعد شركة مياه برشلونة أكبر شركات المياه الخاصة، وتبلغ حصتها نحو 50% من سوق الامتياز الخاص. مع ذلك، تُخدّم كل المدن الكبيرة شركات عامة باستثناء برشلونة وبلنسية. تُعدّ شركة قناة إيزابيل الثانية أكبر الشركات العامة، وتُخدّم منطقة العاصمة مدريد المتروبوليتية.
تؤثر حالات الجفاف من حين لآخر على إمدادات المياه في جنوب إسبانيا، فقد أُخذت تحلية مياه البحر بعين الاعتبار لتلبية الحاجات المائية للمنطقة.

## إمكانية الوصول
يُعد الوصول إلى إمدادات المياه والصرف الصحي في إسبانيا شموليًا. لدى 98% من سكان المدن و93% من سكان الريف أنظمة صرف متصلة بمجاري الصرف الصحي، بينما يُخدّم البقية بأنظمة صرف صحي موضعية مثل خزانات الصرف الصحي.

## جودة الخدمة
وفقًا لوزارة الصحة المسؤولة عن جودة المياه: تُعتبر نسبة 99.5% من مياه الحنفية في إسبانيا شَروبة (آمنٌ شربها). يجب على كل مزود محلي أن يقدم فحوصًا مخبرية موثقة كل ستة أشهر، ما ينتج عنه توفير أكثر من 40 مليونًا من التقارير سنويًا لدى النظام الوطني للمناطق المحمية (إس آي إن إيه سي). كل شركة مياه ملزمة أيضًا بتقديم تقرير اختبار حول جودة المياه عندما يُطلب منها ذلك.
في عام 2009، حللت منظمة حماية المستهلك (أو سي يو) وجود ستة ملوثات في مياه الشرب في 64 مدينة وبلدة. كانت الملوثات مركبات التريهالوميثان، ومركبات عضوية متطايرة، ومبيدات آفات، ونترات، وبورون وهيدروكربون عطري متعدد الحلقات. أظهرت التحليلات أن مياه الشرب قد تحسنت منذ آخر تقرير لمنظمة حماية المستهلك حول مياه الشرب في عام 2006. صودفت مشكلات في أورينسي (مع مركبات التريهالوميثان) وفي جيرونة (مع مبيدات الآفات) فقط.
أجرت منظمة حماية المستهلك تحليلًا آخر عام 2014 على 62 من البلدات والمدن ووجدت أن سبعًا منها تعاني من قضايا التلوث واحدة منها رئيسية (كاثيرس).
فيما يتعلق بمعالجة مياه الصرف الصحي، عولجت عام 2005 نسبة 77% من مياه الصرف الصحي بما يتوافق مع المعايير التي وضعها الاتحاد الأوروبي.

## موارد مائية
يعاني جنوب إسبانيا من موجات جفاف حادة بصورة منتظمة. ارتأت الخطة الوطنية الهيدرولوجية (بي إتش إن بحسب مرادفها الإسباني، المُختصر من Plan Hidrológico Nacional) وضع استثمارات كبيرة في نقل المياه السطحية من نهر إيبرو جنوبًا باتجاه المدن الواقعة على ساحل البحر الأبيض المتوسط. على كلٍ، في عام 2004، أرجأت الحكومة الإسبانية المُنتخبة حديثًا هذه الخطط في صالح مشروع تحلية مياه البحر، إضافة إلى 700 محطات تحلية موجود مسبقًا.
تتباين البيانات المتعلقة بالموارد المائية باختلاف مصدر المعلومات. وفقًا لجمعية المرافق إيه إس أو إيه جي إيه (الجمعية الإسبانية لإدارة شركات خدمات المياه السكانية)، نحو 74% من إمدادات المياه المحلية مصدرها المياه السطحية، 19% فقط منها منشأها المياه الجوفية، و7% من الينابيع ومحطات التحلية. مع ذلك، طبقًا لاستفتاء قام به المعهد الإحصائي الوطني عام 2007، 63% من المياه التي توزعها المرافق من مصادر مياه سطحية، و33% من المياه الجوفية، و4% من مصادر أخرى مثل محطات التحلية. وفقًا لجمعية المرافق إي إس أو إيه جي إيه، يقارب استهلاك الماء نحو 280 لترًا للفرد الواحد يوميًا (ل/ف/ي). قد يتضمن هذا التقطيع المياه المفقودة (تسربات أو سرقات أو أسباب أخرى). يقدر استفتاء قامت به الرابطة الدولية للمياه (آي دبليو إيه) في أربع مدن إسبانية معدل استهلاك مياه بين 169 (ل/ف/ي) إلى 192 (ل/ف/ي) في فالنسيا، متضمنة استهلاك المياه الصناعي. معدلات الاستهلاك هذه مشابهة لمتوسط استهلاك دول منظمة التعاون الاقتصادي والتنمية. يقدر المعهد الإحصائي الوطني متوسط استهلاك المياه بـ 157 (ل/ف/ي)، تتباين بين 125 (ل/ف/ي) في بلاد البشكنش إلى 189 (ل/ف/ي) في كانتابريا.
يُعاد استخدام نحو 20% من مياه الصرف الصحي المُعالجة في إسبانيا (يُطلق على العملية اسم معالجة المياه المستعملة أيضًا)، لدواعي الري وتنسيق الحدائق في الدرجة الأولى.

## مسؤولية إمدادات المياه والصرف الصحي

### السياسات والتنظيمات
يُعد قانون المياه لعام 1985 ركنًا من أركان الإطار القانوني لإمدادات المياه والصرف الصحي. يشترك عدد من الوزرات في المهام السياسية والتنظيمية لإمدادات المياه والصرف الصحي. وزارة البيئة، مثلًا، مسؤولة عن إدارة الموارد المائية ووزارة الصحة مسؤولة عن مراقبة جودة مياه الشرب.
وكالات الأحواض مسؤولة عن تخطيط وبناء وتشغيل المرافق المائية الأساسية الكبرى مثل السدود؛ وإعداد خطط الأحواض؛ وتحديد أهداف جودة المياه، بالإضافة إلى مراقبتها وتنفيذها؛ ومنح أذونات استخدام المياه، إضافة إلى تفتيش أذونات المنشآت المائية؛ وإجراء الدراسات المائية؛ وتقديم خدمات استشارية للهيئات الأخرى عند الطلب. يرأس وكالات الأحواض رئيس يرشحه مجلس الوزراء بناءً على اقتراح من وزير البيئة. لكل وكالة مجلس إدارة، ومجموعة مستفيدين وهيئة لضمان مشاركة أوسع من مختلف أصحاب المصالح في عملية اتخاذ القرار خاصتها، سواء من ناحية التخطيط أو العمليات. هناك ما مجموعه 15 وكالة أحواض في إسبانيا لأنهار تتدفق عبر أكثر من منطقة ذات حكم ذاتي. إذا ما كان نهر يمر بأكمله داخل أراضي منطقة ذات حكم ذاتي فتقع مسؤولية إدارة موارده المائية على الإدارة المائية الخاصة بالمنطقة، بدلًا عن وكالات الأحواض. كما هول الحال في جليقية، وكتالونيا، وجزر البليار، وجزر الكناري، ومنطقة إقليم الباسك، وإقليم أندلسية.
في حين أن وكالات الأحواض لا توفر خدمات إمدادات مياه وصرف صحي، فهي تلعب دورًا مهمًا في تحديد إطار أحكام خدمات كهذه.